# Hampea
Hampea é um género botânico pertencente à família Malvaceae. São árvores nativas do México, América Central e Colômbia. Existem cerca de 21 espécies.